# Isla Saona
Die etwa 110 km² große Insel Isla Saona liegt in der Provinz La Altagracia im Osten der Dominikanischen Republik. Von den Ureinwohnern, den Taíno, wird die Insel auch Adamanay genannt. Sie gehört zum Parque Nacional del Este („Nationalpark des Ostens“) und steht unter Naturschutz. Er zählt zu den größten Nationalparks des Landes und ist bekannt durch seinen Reichtum an Vögeln, insbesondere seltener Vogelarten. Die ursprünglich tropische Vegetation wurde zunehmend durch Palmenwälder und Sandstrände ersetzt.
Saona hat zwei Siedlungen, das Fischerdorf Mano Juan im Süden und Catuano an der Westspitze, wo sich auch eine Marinebasis befindet.

## Geschichte
Den Namen Saona erhielt die Insel von den Europäern im 15. Jahrhundert. Am 14. September 1494 besuchte Kolumbus die Insel während seiner zweiten Reise und nannte sie Bella Savonesa zu Ehren von Miguel da Cunio.
Im Herbst 1502, kam es durch Männer des Gouverneurs Nicolás de Ovando zu einem folgenreichen Zwischenfall, als diese zuließen, dass einer ihrer Hunde einen der örtlichen Kaziken zerfleischte. Die Männer des Kaziken töten daraufhin alle Spanier bis auf einen, dem es gelang sich nach Santo Domingo durchzuschlagen. Ovando lässt daraufhin durch 400 Soldaten das gesamte östliche Hispaniola verheeren, Saona wird dabei vollständig entvölkert.

## Städtepartnerschaften
- Savona